# Geer & Goor
Geer & Goor is de bijnaam voor het Nederlandse artiestenduo bestaande uit zangers Gerard Joling en Gordon. Het duo zat samen in de zangformatie de Toppers. Daarnaast maakten zij samen meerdere televisieprogramma's onder deze naam, waaronder Geer & Goor: Effe geen cent te makken en Geer & Goor: waarheen, waarvoor?

## Ontstaan en verloop

### Debuut
In 1992 verschenen Joling en Gordon voor het eerst samen op de televisie in het NCRV-programma G'oud en nieuw, gepresenteerd door Frank Masmeijer. In het programma zongen ze samen het nummer Somewhere.

### Ontstaan tijdens Toppers
De twee heren zaten samen van circa 2005 tot en met 2012 samen met René Froger en later met Jeroen van der Boom in de zangformatie de Toppers. In 2009 verliet Joling de Toppers en werd vervangen door Jeroen van der Boom. Hierna was er sprake dat Gordon ook zou stoppen met de Toppers. Echter bleef hij, nadat Joling na een jaar zijn terugkeer maakte bij de Toppers, waarna de Toppers met zijn vieren verder gingen. Drie jaar later in 2012 verliet Gordon definitief de zangformatie. Omdat Gerard Joling en Gordon de ander tijdens de beginperiode van de Toppers vaak 'Geer' en 'Goor' noemden, werden deze bijnamen door het grote publiek overgenomen en werd het later gebruikt om de twee zangers mee aan te duiden wanneer ze als duo optreden. De twee waren samen met René Froger te zien in het televisieprogramma Froger, Joling & Gordon: Over De Toppers. In de tweedelige realityserie Toppers in de sneeuw en tijdens een televisie-interview bij Barend & Van Dorp werd duidelijk hoe goed Joling en Gordon verbaal op elkaar ingespeeld waren. Daarentegen pakt Froger de zaken wat serieuzer aan en heeft hij vooral moeite om Geer en Goor verbaal bij te houden. Doordat vooral Geer & Goor in de smaak vielen bij de kijkers kregen zijn in augustus 2005 hun eigen televisieprogramma onder de naam Joling & Gordon over de vloer en werd uitgezonden door Talpa en later door Tien. De serie liep van augustus 2005 tot het voorjaar van 2007 en bestond uit drie seizoenen. Vanwege het succes van het programma en het herhaald elkaar blijven benoemen met Geer en Goor is deze naam na de serie gebleven en worden ze als duo veelvuldig aangekondigd met Geer & Goor. Daarnaast verscheen het duo als onderdeel van de Toppers in de televisieprogramma's Toppers in de Sneeuw en Toppers: De weg naar de ArenA.

### Verdere verloop
In augustus 2013 keerde het duo samen terug in het televisieprogramma Geer & Goor: Effe geen cent te makken dat uitgezonden werd door RTL 4. Dit was het eerste programma van hen waarin hun artiestennaam gebruikt werd. In dit programma leven de zangers een maand lang van een AOW en wonen gedurende die tijd in een woning in Amsterdam-Noord, dit deden ze om geld in te zamelen voor het Nationaal Ouderenfonds. Doordat het programma een succes was en hoge kijkcijfers haalde met uitschieters naar de 1,9 miljoen kijkers werd er besloten een vervolg op te maken. In augustus 2014 verscheen het vervolg onder de naam Geer & Goor: waarheen, waarvoor?, hierin ging het duo met ouderen reizen om hun wensen uit te laten komen.
Het duo verscheen in april 2014 in het televisieprogramma Alles mag op vrijdag waarin ze beide als teamcaptains met elk een team bestaande uit twee bekende Nederlanders tegen elkaar strijden. Het duo was in dit programma van 2014 tot en met zijn einde in 2017 te zien. Het programma verscheen in de loop der jaren onder andere namen waaronder Alles mag op zaterdag en Alles mag op zondag.
In 2016 zette de twee zich wederom in voor het Nationaal Ouderenfonds in het programma Geer & Goor: Zoeken een hobby!, hierin hielpen ze ouderen zoeken naar een hobby. Dit programma werd genomineerd voor de Gouden Televizier-Ring, ze eindigde met het programma bij de laatste drie genomineerde maar wisten niet te winnen. In 2017 verscheen er wederom een vervolg ditmaal onder de naam Geer & Goor: Stevig gebouwd, hierin hielpen ze met een verbouwing bij verschillende te huizen voor ouderen. Eind 2017 was het duo te zien in het televisieprogramma van Gordon getiteld Gordon gaat trouwen... Maar met wie?. In dit programma ging Gordon op zoek naar een man. Hierbij was Gerard Joling te zien als zijn vaste adviseur.

### Voorlopige breuk
In het voorjaar van 2018 kwam het duo hun relatie met elkaar onder zwaar weer te staan. Gordon bracht een biografisch boek uit waarin hij bekend maakte dat hij merkte dat Joling alleen meewerkte aan hun programma's voor veel geld, tevens vond Gordon dat Joling onder andere zijn kledinglijn zou hebben gejat. Dit schoot bij Joling in het verkeerde keelgat en hij zei dat de kans groot was dat ze nooit meer samen zouden werken. Het duo verscheen echter een half jaar later in september 2018 samen als jurylid in het RTL 4-programma The Voice Senior, de twee namen plaats in een duostoel. Zij hadden uiteindelijk de eerste winnaar van het programma, Jimi Bellmartin, in hun team zitten.
Eind 2018 werd bekend dat Gordon een exclusief contract bij Talpa had getekend, een aantal maanden later in maart 2019 werd echter bekend dat Gerard Joling een exclusief presentatie contract tekende bij RTL. Hierdoor kwam voorlopig een einde aan hun gezamenlijk optredens in televisieprogramma's.

## Programma's
Hieronder een overzicht van programma's waarin Geer & Goor samen te zien waren.
- Froger, Joling & Gordon: Over de Toppers (2005), als onderdeel van de Toppers
- Toppers in de sneeuw (2005), als onderdeel van de Toppers
- Joling & Gordon over de vloer (2005-2007)
- Toppers: De weg naar de ArenA (2006-2007), als onderdeel van de Toppers
- Geer & Goor: Effe geen cent te makken (2013)
- Alles mag op vrijdag (2014-2015), als teamcaptains
- Geer & Goor: waarheen, waarvoor? (2014)
- Alles mag op zaterdag (2016), als teamcaptains
- Geer & Goor: Zoeken een hobby! (2016)
- Alles mag op zondag (2017), als teamcaptains
- Geer & Goor: Stevig gebouwd (2017)
- Gordon gaat trouwen... Maar met wie? (2017), Joling als adviseur van Gordon
- The Voice Senior (2018), als juryleden in een duostoel